# Шикунов, Николай Павлович
Никола́й Па́влович Шикуно́в (1923—1959) — участник Великой Отечественной войны, телефонист 955-го стрелкового полка (309-я стрелковая дивизия, 40-я армия, Воронежский фронт). Герой Советского Союза (звание присвоено 23 октября 1943 года). На момент присвоения звания Героя — красноармеец, впоследствии — капитан.

## Биография
Родился в 1923 году деревне Симанки ныне Иссинского района Пензенской области.
В 1924 году семья переехала на место жительства в город Боготол. После окончания семи классов поступил на работу в паровозное депо станции. Окончил 6 классов. Работал связистом на телефонной станции в городе Боготол Красноярского края.
В Красной Армии с декабря 1941 года. C этого же года — член ВКП(б)/КПСС. В действующей армии — с мая 1942 года. Телефонист 955-го стрелкового полка рядовой Николай Шикунов под сильным пулемётно-миномётным огнём противника с группой стрелков в ночь на 22 сентября 1943 года переправился через Днепр в районе хутора Монастырёк (ныне в черте пгт Ржищев, Кагарлыкский район, Киевской области). Увлекая бойцов, первым ворвался в траншею противника.
После войны продолжал службу в армии. В 1946 году окончил Киевское военное училище связи. С 1958 года капитан Шикунов — в запасе.
Жил в городе Боготол, умер в 1959 году.

## Награды
- Звание Героя Советского Союза присвоено 23 октября 1943 года.
- Награждён орденом Ленина, двумя орденами Красной Звезды, медалями.